# Chichil Point
Der Chichil Point (englisch; bulgarisch нос Чичил nos Tschitschil) ist eine felsige Landspitze an der südöstlichen Küste von Clarence Island im Archipel der Südlichen Shetlandinseln. Sie bildet den westlichsten Punkt der Insel und liegt 2,1 km nördlich des Craggy Point sowie 4,05 km südwestlich des Vaglen Point. Die Landspitze markiert das nördliche Ende der Caleta Feilberg.
Britische Wissenschaftler kartierten sie 1972 und 2009. Die bulgarische Kommission für Antarktische Geographische Namen benannte sie 2014 nach der Ortschaft Tschitschil im Nordwesten Bulgariens.